# Stephan Heiniger

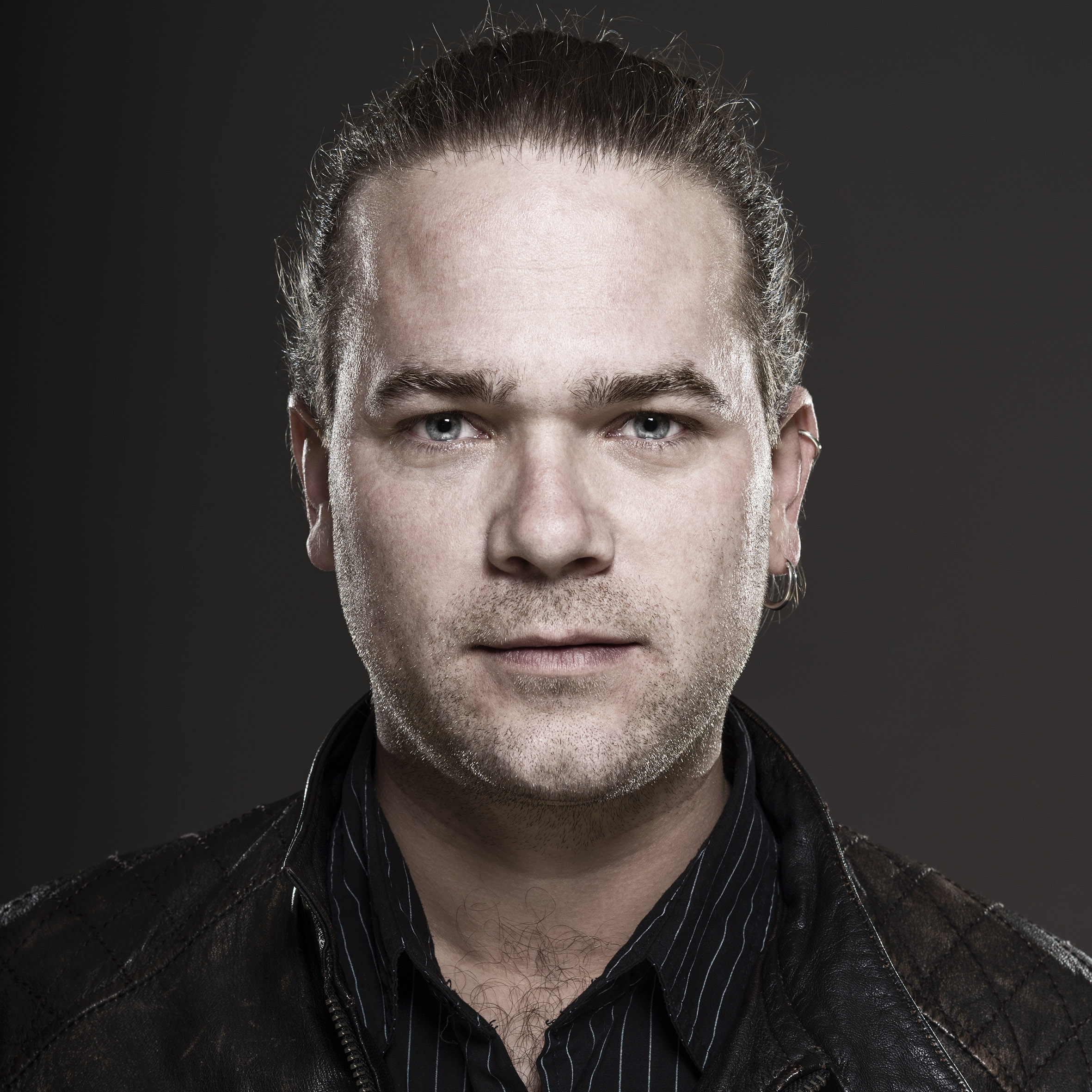
Stephan Heiniger

Stephan Heiniger (* 17. Januar 1979 in Langenthal) ist ein Schweizer Filmemacher. Er lebt und arbeitet als Produzent, Regisseur, Autor und Editor in Luzern. Als Mitinhaber der Filmproduktionsfirma Voltafilm GmbH realisiert er seit 2006 Filme im Bereich Kino-, TV- und Auftragsproduktion.

## Leben und Werk
Stephan Heiniger verbrachte seine Kindheit, Jugend- und Schulzeit in Langenthal. 2002 besuchte er die Schule für Gestaltung in Luzern, die er 2006 als eidg. Dipl.-Designer FH mit Vertiefung in audiovisuellen Medien abschloss. Danach arbeitete er bei Filmemacher Kollektiv Voltafilm und wurde 2015 Mitinhaber einer Filmproduktionsfirma. Neben seiner filmischen Tätigkeit verfolgte er seit der frühen Jugend musikalische Projekte.
Das filmische Schaffen umfasst neben zahlreichen Auftrags- und Kurzfilmproduktionen unter anderem die Kinodokumentarfilme Alptraum (2016), Das Leben vor dem Tod (2018) und Tiger und Büffel (2020), sowie die TV-Dokumentarfilme Manne (2018), Unsere Besonderen Brüder (2020) und Mein Leben und der Notenschnitt (2022) für welche Heiniger den Schnitt ausgeführt, sowie bei der dramaturgischen Umsetzung mitgearbeitet hat.

## Filmografie (Auswahl)
- 2006: Totengräber (Fic, 14 min., Drehbuch, Regie, Schnitt)
- 2007: Tierweltpanorama (Dok, 20 min., Produzent, Regie, Schnitt)
- 2011: Buebe gö z’Tanz (Doc, 89 min., Schnitt und Dramaturgie)
- 2013: Sounds of Nature (5 min, Schnitt, Sounddesign)
- 2014: Swiss Freeski – The Movie (Dok, 50 min., Schnitt)
- 2014: Rosenkranz, den ganzen Glauben in einer Hand (Dok, 27 min., Schnitt)
- 2015: Langi Ziit (Dok, 52 min., Schnitt)
- 2015: The Meadow (Essay, 9 min., Schnitt)
- 2016: Alptraum – Das letzte Abenteuer (Doc, 85 min., Schnitt und Dramaturgie)
- 2017: They Keep Disappearing (Tanzfilm, 20 min., Schnitt)
- 2018: Das Leben vor dem Tod (Dok, 107 min., Schnitt und Dramaturgie)
- 2018: Manne (Dok, 50 min., Co-Autor, Schnitt und Dramaturgie)
- 2020: Unsere besonderen Brüder (Dok, 50 min., Schnitt und Dramaturgie)
- 2020: Tiger und Büffel – Die Reise des Bruno Sensei (Dok, 90 min., Schnitt und Dramaturgie)
- 2022: Mein Leben und der Notenschnitt (Dok, 50 min., Schnitt und Dramaturgie)